# Mimir Media
Видавництво «Mimir Media» — українське видавництво коміксів у жанрах фентезі та наукової фантастики.

## Історія
Наприкінці 2018 року почало випуск українських перекладів коміксів Marvel Comics. 15 грудня на Comxfest, видавництво анонсувало першу ліцензію від IDW Publishing - «Назад у майбутнє».

### Marvel Comics
23 вересня 2018 року видавництво було присутнє на Comic Con Ukraine, де анонсувало свої прийдешні перші ліцензії коміксів Marvel:
- «Веном: Тремтіння»
- «Ultimate Comics Armor Wars»
- «Ultimate Wolverine vs. Hulk»

«Веном: Тремтіння» вийшов у друк наприкінці вересня, а інші комікси були заплановані на 2019.
15 грудня на Comxfest, видавництво анонсувало нові комікси Marvel:
- «Абсолютний Росомаха проти Халка» (Анонсувало офіційно затверджену назву перекладу.)
- «Нові Месники. Все помирає»
- «Всесвіт Марвел проти Карателя»

## Роботи видавництва

### Манхва
Тільки я візьму новий рівень / Solo Leveling / Na Honjaman Level-Up

Українською: Рік: 2020 — ... / Томів: 8 

Оригінал: Рік: 2019 — 2024 / Томів: 13 / Видавництво: D&C Media

- Том 1 (2020)
Розділи: 1-12 / Переклад: / 320 ст. / ISBN 978-617-7984-38-1 / на сайті
- Том 2 (2020)
Розділи: 13-26 / Переклад:  / 300 ст. / ISBN 978-966-97899-9-0 / на сайті
- Том 3 (Липень 2021)
Розділи: 27-45 / Переклад:  / 320 ст. / ISBN 978-617-7984-40-4 / на сайті
- Том 4 (Лютий 2022)
Розділи: 46-63 / Переклад:  / 324 ст. / ISBN 978-617-7984-67-1 / на сайті
- Том 5 (Лютий 2022)
Розділи: 64-81 / Переклад:  / 324 ст. / ISBN 978-617-7984-69-5 / на сайті
- Том 6 (2023)
Розділи: 82-97 / Переклад:  / 308 ст. / ISBN 978-617-7984-52-7 / на сайті
- Том 7 (2024)
Розділи: 98-110 / Переклад:  / 308 ст. / ISBN 978-617-7984-48-0 / на сайті
- Том 8 (2025)
Розділи: 111-122 / Переклад:  / 308 ст. / ISBN 978-617-7984-66-4 / на сайті

Магія поверненого має бути особливою / A Returner's Magic Should Be Special / Gwihwanjaui Mabeobeun Teukbyeolhaeya Hamnida

Українською: Рік: 2021 — ... / Томів: 3

Оригінал: Рік: 2021 — ... / Томів: 6+ / Видавництво: D&C Media
- Том 1 (2021)
Розділи: 1-15 / Переклад: / 288 ст. / ISBN 978-617-7984-05-3 / на сайті
- Том 2 (2023)
Розділи: 16-31 / Переклад:  / 288 ст. / ISBN 978-617-7984-28-2 / на сайті
- Том 3 (2025)
Розділи: 32-45 / Переклад:  / 276 ст. / ISBN 978-617-7984-93-0 / на сайті

Раеліана: Наречена герцога за контрактом / Why Raeliana Ended Up at the Duke's Mansion / Geunyeoga Gongjagjeolo Gaya Haessdeon Sajeong

Українською: Рік: 2021 — ... / Томів: 5

Оригінал: Рік: 2019 — 2023 / Томів: 9 / Видавництво: D&C Media
- Том 1 (2021)
Розділи: 1-16 / Переклад: / 268 ст. / ISBN 978-617-7984-44-2 / на сайті
- Том 2 ()
Розділи: 17-32 / Переклад:  / 268 ст. / ISBN 978-617-7984-13-8 / на сайті
- Том 3 ()
Розділи: 33-50 / Переклад:  / 268 ст. / ISBN 978-617-7984-27-5 / на сайті
- Том 4 ()
Розділи: 51-68 / Переклад:  / 282 ст. / ISBN 978-617-7984-54-1 / на сайті
- Том 5 ()
Розділи: 69-86 / Переклад:  / 284 ст. / ISBN 978-617-7984-64-0 / на сайті

Одного разу я стала принцесою / Who Made Me a Princess

Українською: Рік: 2024 — ... / Томів: 1

Оригінал: Рік: 2019 — 2022 / Томів: 9 / Видавництво: D&C Media
- Том 1 (2024)
Розділи: 1-13 / Переклад: / 272 ст. / ISBN 978-617-7984-63-3 / на сайті
- Том 2 ()
Розділи: / Переклад:  / стор. / ISBN / [ на сайті]

Єдиний фінал лиходіїв – смерть / Villains Are Destined to Die / Agyeogui Ending-eun Jugeumppun

Українською: Рік: 2024 — ... / Томів: 2

Оригінал: Рік: — / Томів: / Видавництво: 
- Том 1 (2024)
Розділи: 1-18 / Переклад: / 260 ст. / ISBN 978-617-7984-17-6 / на сайті
- Том 2 (2019)
Розділи: 19-38 / Переклад:  / 268 ст. / ISBN 978-617-7984-57-2 / на сайті

Мокрий пісок / Wet Sand

Українською: Рік: — ... / Томів: 2

Оригінал: Рік: 2022 — / Томів: / Видавництво: 
- Том 1 ()
Розділи: 1-13 / Переклад: / 244 ст. / ISBN 978-617-95319-0-3 / на сайті
- Том 2 (2025)
Розділи: 14-26 / Переклад: / 264 ст. / ISBN 978-617-95319-2-7 / на сайті

Вбити Сталкера / Killing Stalking

Українською: Рік: — ... / Томів: 1

Оригінал: Рік: 2016 — / Томів: 8 / Видавництво: 
- Том 1 ()
Розділи: 1-19 / Переклад: / 838 ст. / ISBN 978-617-95319-1-0 / на сайті

### Манґа
Берсерк Ненажерливості / Berserk of Gluttony / Boushoku no Berserk: Ore dake Level to Iu Gainen wo Toppa suru

Українською: Рік: — ... / Томів: 2

Оригінал: Рік: 2018 — ... / Томів: 13+ / Видавництво: Micro Magazine
- Том 1 (2024)
Розділи:  / Переклад: / 160 ст. / ISBN 978-617-7984-30-5 / на сайті
- Том 2 ()
Розділи:  / Переклад: / 160 ст. / ISBN 978-617-7984-62-6 / на сайті

Виживання в іншому світі з моєю повелителькою / Survival in Another World with My Mistress! / Goshujinsama to Yuku Isekai Survival!

Українською: Рік: — ... / Томів: 1

Оригінал: Рік: 2020 — / Томів: 8+ / Видавництво: Micro Magazine
- Том 1 (2024)
Розділи:  / Переклад: / 192 ст. / ISBN 978-617-7984-43-5 / на сайті

Нянька-якудза для доньки боса / The Yakuza's Guide to Babysitting / Kumichou Musume to Sewagakari

Українською: Рік: — ... / Томів: 1

Оригінал: Рік: 2018 — / Томів: 13+ / Видавництво: Micro Magazine
- Том 1 ()
Розділи:  / Переклад: / 148 ст. / ISBN 978-617-7984-59-6 / на сайті

Щоденник тата-дракона: виховання наймогутнішої дівчинки / Dragon Daddy Diaries: A Girl Grows to Greatness / Totsuzen Papa ni Natta Saikyou Dragon no Kosodate Nikki: Kawaii Musume, Honobono to Ningenkai Saikyou ni Sodatsu

Українською: Рік: — ... / Томів: 2

Оригінал: Рік: — / Томів: + / Видавництво: 
- Том 1 ()
Розділи:  / Переклад: / 176 ст. / ISBN 978-617-7984-50-3 / на сайті
- Том 2 ()
Розділи:  / Переклад: / 168 ст. / ISBN 978-617-7984-45-9 / на сайті